# 긴털아르마딜로류
긴털아르마딜로류는 요정아르마딜로과의 긴털아르마딜로속(Chaetophractus)에 속하는 작은 아르마딜로의 총칭이다. 3종을 포함하고 있다.

## 하위 종
- 카이토프락투스 벨레로수스 또는 우는긴털아르마딜로 (Chaetophractus vellerosus)
- 카이토프락투스 빌로수스 또는 큰긴털아르마딜로 (Chaetophractus villosus)
- 안데스긴털아르마딜로 (Chaetophractus nationi)

남아메리카 대륙에 서식하며, 아르헨티나와 볼리비아, 칠레 그리고 파라과이 등과 같은 중부와 남부의 국가들에서 발견된다.